# Профсоюзы-2
«Профсоюзы-2» — советский футбольный клуб из Москвы, существовавший в 1941 году. Тренер — Квашнин, Константин Павлович.

## История
В начале 1941 года из расформированных московских команд «Локомотив», «Торпедо», «Металлург» и «Крылья Советов» были созданы первая и вторая сборные профсоюзов. Первоначально созданная в Ленинграде из игроков «Красной зари», «Авангарда» и «Зенита» Сборная профсоюзов Ленинграда позже была переименована в «Зенит».

## Достижения
- В высшей лиге — 9 место (1941 год группа «А») на момент прекращения чемпионата.

## Игроки
- Алёшин, Николай Кузьмич
- Вахлаков, Алексей Максимович
- Виноградов, Всеволод Алексеевич — заслуженный тренер СССР по хоккею с мячом.
- Головкин, Александр Ильич
- Егоров, Владимир Кузьмич — заслуженный тренер СССР.
- Жарков, Георгий Иванович
- Киреев, Михаил Павлович
- Митронов, Иван Илларионович
- Мошкаркин, Владимир Васильевич
- Новиков, Виктор Иванович
- Новокрещёнов, Александр Никифорович — заслуженный тренер РСФСР.
- Петров, Пётр Иванович
- Разумовский, Николай Сергеевич